# Michael Spindelegger
Michael Spindelegger (21 de dezembro de 1959) é um político austríaco. Ele serviu no gabinete do chanceler Werner Faymann como ministro das Relações Exteriores da Áustria de 2008 a 2013 e como ministro das Finanças de 2013 a 2014. Spindelegger também foi o líder do Partido Popular Austríaco (ÖVP) de 2011 a 2014. Em agosto de 2014, ele renunciou inesperadamente a todos os cargos políticos. Desde 2016, ele atua como Diretor Geral do Centro Internacional para o Desenvolvimento de Políticas de Migração (ICMPD), com sede em Viena.

## Biografia
Spindelegger nasceu em Mödling, Baixa Áustria. Seu pai Erich, um trabalhador ferroviário e líder sindical, foi prefeito de Hinterbrühl, um subúrbio de Viena, e representou o distrito de Mödling no Conselho Nacional do Parlamento austríaco. Ele foi para a escola em Hinterbrühl (1965-1969) e para o ginásio em Mödling (1969-1977). De 1977 a 1978 serviu por um ano nas Forças Armadas austríacas, sendo treinado como oficial da reserva. A partir de 1978 estudou direito na Universidade de Viena e obteve o doutorado em direito em 1983. Durante seus estudos, ele se juntou a uma fraternidade de estudantes católicos. Spindelegger é casado e tem dois filhos.

## Carreira
De 1987 a 1990, trabalhou para o ministro da defesa austríaco, Robert Lichal, e entre 1990 e 1994 para várias empresas na Áustria e na Alemanha, incluindo a Siemens.
De janeiro de 1995 a outubro de 1996, Spindelegger foi membro do Parlamento Europeu, onde atuou na Comissão de Assuntos Econômicos e Monetários e Política Industrial.
A partir de 1991, Spindelegger foi vice-presidente da ala trabalhista de seu partido, a Associação Austríaca de Trabalhadores e Empregados (ÖAAB) e, a partir de 2009, presidente da organização. De janeiro de 2000 a janeiro de 2007 foi membro da Assembleia Parlamentar do Conselho da Europa e de janeiro de 2002 a outubro de 2006 chefe da delegação austríaca.
Em 30 de outubro de 2006, Spindelegger tornou-se segundo presidente do parlamento austríaco. Ele ocupou este cargo até novembro de 2008.

### Ministro das Finanças da Áustria, 2013–2014
Entre 2008 e 2013, Spindelegger atuou como ministro das relações exteriores da Áustria. Em abril de 2011 ele também assumiu o cargo de vice-chanceler de Josef Pröll. Ele foi eleito presidente do partido ÖVP em maio de 2011.
Em 2011, a polícia austríaca prendeu um ex-oficial soviético, Mikhail Golovatov, procurado na Lituânia por crimes de guerra. Golovatov foi libertado no dia seguinte. Spindelegger defendeu a decisão de libertar Golovatov afirmando que as informações da Lituânia eram muito vagas. O ex-presidente estoniano Toomas Hendrik Ilves acusou Spindelegger de intervir pessoalmente no caso com a polícia de fronteira austríaca para agradar o governo russo.
Como ministro dos negócios estrangeiros, Spindelegger trabalhou em estreita colaboração com organizações internacionais e contribuiu para o debate político durante a Terceira Cimeira UE-África em Trípoli. Depois de ser nomeado vice-chanceler, criou a Secretaria para a Integração, parte do Ministério do Interior, e nomeou Sebastian Kurz para o cargo. Nessa época, ele trabalhou em estreita colaboração com o Ministério do Interior em questões migração.
Em 2013, o ritmo de retirada das tropas de paz austríacas após 39 anos de serviço de monitoramento nas Colinas de Golã (como parte da Força Observadora de Desengajamento das Nações Unidas) expôs divisões entre o Ministério da Defesa, liderado pelos social-democratas, e o Ministério das Relações Exteriores, liderado pelos conservadores, antes de as eleições nacionais daquele ano.
Após as eleições nacionais de 2013, Spindelegger tornou-se Ministro das Finanças da Áustria no segundo gabinete de Faymann. Ele substituiu Maria Fekter.
Sob a liderança de Spindelegger, a Áustria decidiu não deixar o Banco Hypo Alpe Adria falir; em vez disso, o governo criou um banco com 18 bilhões de euros (US$ 25 bilhões) em ativos do Hypo, enquanto pressionava sua província natal de Caríntia e os detentores de dívida a contribuir para os custos.
Em julho de 2014, Spindelegger anunciou que seu colega conservador Johannes Hahn permaneceria membro da Comissão Europeia pela Áustria sob o presidente Jean-Claude Juncker. Antes do anúncio, havia rumores de que o próprio Spindelegger se mudaria para a Comissão Europeia.
Spindelegger renunciou no final de agosto de 2014 após disputas sobre a reforma tributária. Os sociais-democratas e alguns de seu partido pediram um novo imposto sob a riqueza, ao qual ele se opôs, dizendo que o foco deveria ser o corte da dívida nacional, que deveria atingir 80% do PIB até o final do ano. Ele disse: "O caminho austríaco deve ser orientado para Berlim e não para Atenas". O ministro da Economia, Reinhold Mitterlehner, foi escolhido como o novo chefe do partido.

## Após política
Em 2015, Spindelegger atuou como diretor da Agência para a Modernização da Ucrânia (AMU). Desde 2016, ele atua como Secretário-Geral do Centro Internacional para o Desenvolvimento de Políticas de Migração em Viena.
Em fevereiro de 2020, Spindelegger juntou-se a cerca de cinquenta ex-primeiros-ministros europeus e ministros das Relações Exteriores na assinatura de uma carta aberta publicada pelo jornal britânico The Guardian para condenar o plano de paz do presidente dos EUA, Donald Trump, no Oriente Médio, dizendo que criaria uma situação semelhante ao apartheid nas regiões ocupadas.

## Reconhecimentos
- Grande Condecoração de Honra em Prata com Estrela por Serviços à República da Áustria (Großes Silbernes Ehrenzeichen mit dem Stern für Verdienste um die Republik Österreich) em maio 2004.[21][22]
- Grande Condecoração de Honra em Ouro com Faixa  por Serviços à República da Áustria (2011)[23]